# أيام طالبة مصرية في أمريكا
أيام طالبة مصرية في أمريكا، هو كتاب من تأليف رضوى عاشور، وقد ولدت رضوى عاشور في 26 مايو 1946. حصلت على الماجستير في الأدب المقارن من جامعة القاهرة عام 1972، ثم الدكتوراه في الأدب الأفريقي الأمريكي من جامعة ماساتشوستس عام 1975
درّست اللغة الإنجليزية والأدب المقارن في جامعة عين شمس، وترأست قسم اللغة الإنجليزية حتى عام 1993 أنتجت أعمالًا نقدية وروائية متميزة، منها "ثلاثية غرناطة"، والروايات "حجر دافئ"، "خديجة وسوسن"، وغيرها

## نبذة عن الكتاب
صدر الكتاب لأول مرة في 1983 عن دار الآداب في بيروت بعنوان "الرحلة: أيام طالبة مصرية في أمريكا" وهو من نوع السيرة الذاتية وأدب الرحلة، ويتناول تجربتها كطالبة مصرية في الولايات المتحدة خلال السبعينات، حين كانت تدرس للحصول على الدكتوراه في الأدب الأفريقي الأمريكي 
صدرت طبعة أخرى عبر "مكتبة الأسرة" التابعة للهيئة المصرية العامة للكتاب في 2015، ضمن سلسلة "أدب"، ما أثار جدلًا قانونيًا مع دار الشروق وذوي الكاتبة حول حقوق الملكية الفكريّة 

## محاور الكتاب وأهدافه

### رحلة ذاتية وثقافية
- يسرد الكتاب مراحل يوميات رضوى كطالبة مغتربة، مقدمة لمحة أدبية عن حياتها الشخصية والتحديات التي واجهتها في بيئة غير مألوفة.
- يمتد السرد ليعكس جوانب الانفتاح الثقافي الأميركي وأثره في التحول الذاتي والوعي الشخصي

### النقد الثقافي والاجتماعي
- تناقش التباين بين القيم المجتمعية في مصر وأمريكا، وتقدم تحليلاً موضوعيًا لما تعرضت له من اختلافات اجتماعية ونقدية.
- تتيح القارئ رؤية نقدية للعالم الأميركي من منظور امرأة عربية مثقفة.

### أول بذور أدب المرأة والهوية
- يُعد الكتاب حجر الزاوية في تجربتها الأدبية، فمن خلاله نشأت تجربة أدب السيرة الذاتية النسائية في العالم العربي.
- يعكس اهتمام عاشور بالقضايا الإنسانية والهوية والإنفتاح الثقافي، مقدماً صوتاً أدبيا جديدا واضحا وجريئا

## أبرز الخصائص الأسلوبية
- أسلوب سهل وسلس رغم عمق الموضوع، مما جعل الكتاب مقبولًا على نطاق واسع سواء بين المثقفين أو القراء العامين
- التسلسل الزمني للأحداث يجعل السرد منسجماً ومترابطًا، ويحمل روح الرحلة الشخصية والتحول الداخلي.
- الصراحة والصدق الذاتي حيث تعبر عن مشاعرها وآرائها بحرية، دون مواربة.

## التأثير والنفوذ الأدبي
- حقق الكتاب شهرة واسعة ومبيعات ضخمة في مصر والعالم العربي، واعتُبر بوابة دخول عاشور إلى المشهد الأدبي الواسع
- شكّل نقطة انطلاق في كتابة أدب السيرة الذاتية النسائية، وفتح المجال للمزيد من الأعمال الشخصية والنقدية مستقبلاً.

## الجانب القانوني والنشر
- في 2015، نشرت الهيئة المصرية العامة للكتاب نسخة من الكتاب ضمن مشروع "مكتبة الأسرة" بسعر رمزي، مما أثار احتجاجًا من أسرة الكاتبة ودار الشروق، اللتين تمتلكان حقوق النشر، معتبرين ذلك انتهاكًا قانونيًا لحقوق الملكية الفكرية
- أزمة قضائية تلت ذلك بين الهيئة ودار الشروق تتعلق بالتشهير والطباعة دون إذن

## خلاصة واستنتاج
كتاب «الرحلة: أيام طالبة مصرية في أمريكا» هو أكثر من مجرد حكاية دراسية؛ هو انعكاس عميق لتجربة عربية في الغرب، وانفتاح ثقافي ونقدي لا يخلو من حدود. بأسلوبه الصادق والنقدي، وضع أسسًا لأدب السيرة الذاتية النسائية في المكتبة العربية، وفتح مساحة للنقاش حول الموقع النسوي، الثقافي، والهوية في ظل تجربة اغتراب.

## اقتراحات مقروءة بعدها
- رواية «حجر دافئ» (1985)
- «خديجة وسوسن» (1987)
- «سراج» (1992)
- ثلاثية غرناطة الشهيرة (1994‑1995)
- مجموعة القصص «رأيت النخل» (1987)
- سيرة ذاتية لاحقة «أثقل من رضوى: مقاطع من سيرة ذاتية» و الصرخة